# Corcovado
För andra betydelser, se Corcovado (olika betydelser).

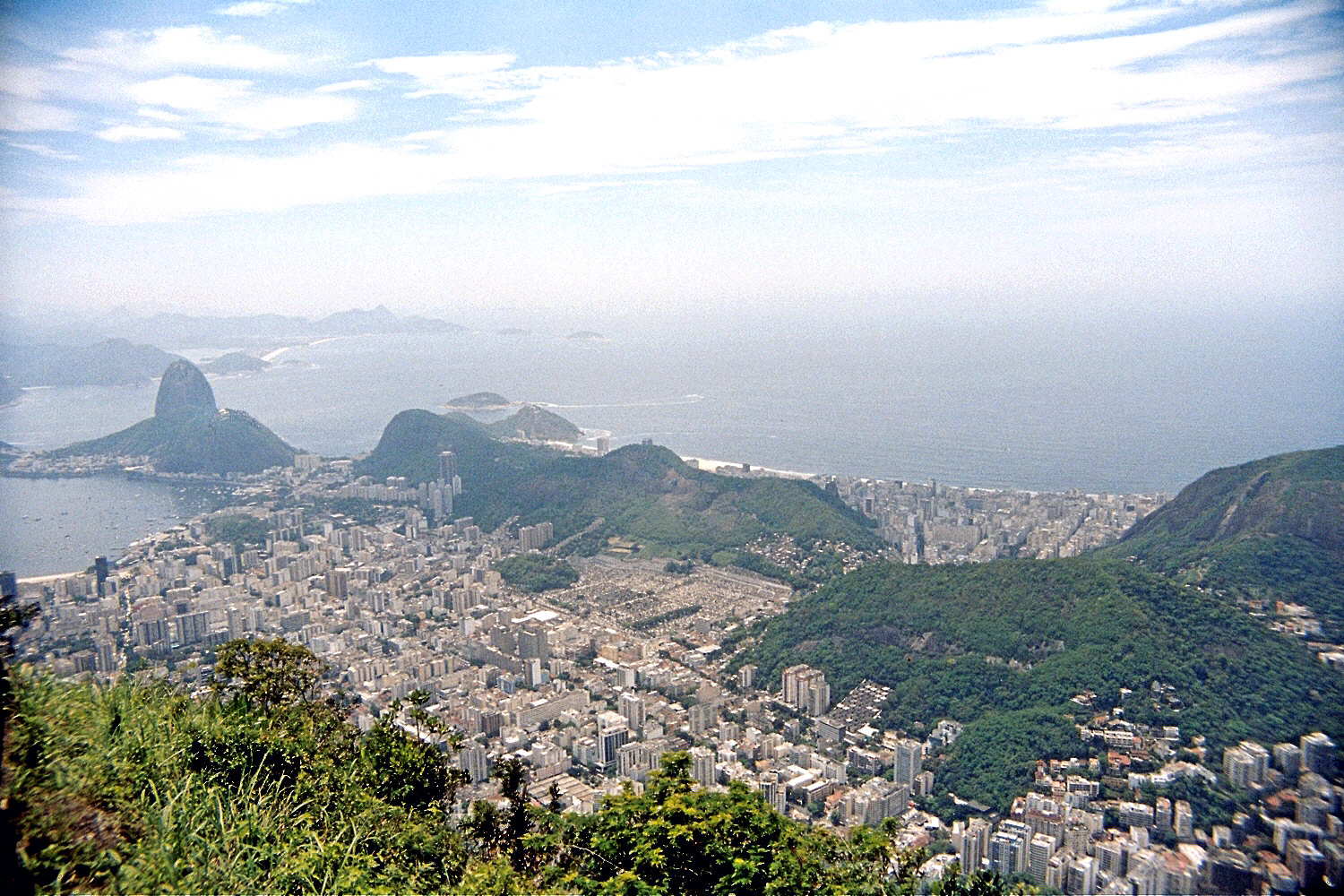
Utsikt över Rio de Janeiro från Corcovado.

Corcovado är ett 710 meter högt berg i södra delen av Rio de Janeiro i Brasilien. Toppen kröns av den 38 m höga (inklusive det åtta meter höga fundamentet/sockeln) kristusstatyn Cristo Redentor.
Fundamentet till statyn är gjord i betong med cement från Cementa i stadsdelen Limhamn i Malmö. Därför blev den på 1930-talet känd bland svenska sjömän som "Limhamns-Jesus".
Toppen på berget, som ligger i Parque Nacional da Tijuca, nås med kuggstångsbanan Trem do Corcovado från stadsdelen Cosme Velho.